# John Madden Football (1990)
John Madden Football (1990) is een computerspel dat werd ontwikkeld door Park Place Productions en uitgegeven door Electronic Arts. Het spel kwam in 1990 uit voor de Sega Mega Drive. Hierna kwam het uit voor de SNES (1991) en Commodore Amiga (1992). Met het sportspel kan de speler American Football spelen. Het spel bevat zestien teams met elk team andere eigenschappen. Het speelveld wordt van bovenaf getoond.

## Platforms
| Jaar | Platform        |
| ---- | --------------- |
| 1990 | Sega Mega Drive |
| 1991 | SNES            |
| 1992 | Amiga           |

## Ontvangst
| Beoordeeld door                | Platform        | Datum            | Score |
| ------------------------------ | --------------- | ---------------- | ----- |
| Mean Machines                  | Sega Mega Drive | december 1990    | 95%   |
| Computer and Video Games (CVG) | Sega Mega Drive | januari 1991     | 95%   |
| Computer and Video Games (CVG) | Amiga           | februari 1992    | 93%   |
| Génération 4                   | Sega Mega Drive | januari 1991     | 90%   |
| ASM (Aktueller Software Markt) | Amiga           | april 1992       | 83%   |
| Amiga Joker                    | Amiga           | maart 1992       | 82%   |
| ASM (Aktueller Software Markt) | SNES            | april 1992       | 75%   |
| Sega-16.com                    | Sega Mega Drive | 9 augustus 2010  | 60%   |
| The Video Game Critic          | Sega Mega Drive | 4 januari 2000   | 42%   |
| The Video Game Critic          | SNES            | 26 augustus 2004 | 0%    |

## Trivia
- Het spel is opgenomen in het boek 1001 Video Games You Must Play Before You Die van Tony Mott.